# Alfonso Stocchetti
Alfonso Stocchetti (Ercolano, 1º settembre 1920 – Firenze, 4 giugno 2004) è stato un architetto italiano.

## Biografia
Alfonso Stocchetti si laureò in architettura all'Università di Napoli nel 1946. Dopo una breve esperienza nella Soprintendenza ai Monumenti di Ravenna (1946-1949), si trasferì a Firenze dove divenne assistente di Raffaello Fagnoni alla cattedra di caratteri distributivi degli edifici (1949). Fra il 1950 e il 1960 tenne una serie di corsi sugli spazi di tipo collettivo, come edifici ospedalieri, di culto, per lo spettacolo, individuando gli ambiti di ricerca che lo accompagnarono per tutta la sua carriera, sia didattica che professionale. Insieme a Fagnoni partecipò ad alcuni importanti progetti, come la nuova cattedrale di Montecatini (1953-1958), accanto a Pier Luigi Spadolini e Mario Negri; la Clinica ostetrica-ginecologica dell'Ospedale di Careggi a Firenze (1957-1961) e il nuovo quartiere residenziale CEP La Rosa a Livorno (1959-1961), con Spadolini ed Enrico Cambi. Nel 1961, come frutto delle ricerche svolte sui collegi durante l'anno accademico, partecipò al concorso nazionale per il nuovo convitto degli Orfani dei Sanitari Italiani (ONAOSI) a Perugia, ottenendo il primo premio ex aequo.
Fra gli anni cinquanta e sessanta realizzò alcune chiese in parrocchie rurali: San Biagio a Vignole (attualmente Casini di Quarrata, Pistoia) fra il 1954 e il 1957; San Martino in Avane presso Cavriglia, realizzata nel 1955 ma demolita dopo pochi anni per far posto alla cava della Società Mineraria Santa Barbara; il complesso parrocchiale della Beata Vergine Maria Immacolata alla Ginestra Fiorentina, presso Lastra a Signa (1955-1958). Del 1956 è il progetto di complesso parrocchiale con sala polivalente, asilo e chiesa a San Giovanni Valdarno, realizzato tra il 1972 e il 1974 con il nome di San Pio X e completato con l'aggiunta di un campanile nel 1997. Dopo alcuni progetti non realizzati, come la chiesa in piazza Giotto ad Arezzo e la chiesa del Santuario della Madonna del Cavatore a Massa, realizzò il vasto complesso della parrocchia di San Pio V a Empoli, in collaborazione con l'architetto padre Angelo Polesello (1965-1967).
Stocchetti si occupò di diverse strutture a carattere collettivo, come la sede compartimentale ANAS di Ancona (1951), l'Autogrill a ponte sulla Firenze-mare presso Serravalle Pistoiese (1962), il mercato ortofrutticolo di Chioggia (1964) insieme a Mario Luzzetti. Da ricordare è inoltre la villa Lorenzini, nota come "casa sulla scogliera", a Punta Ala (Grosseto), realizzata fra il 1962 e il 1965 in un armonico dialogo con l'ambiente naturale.
Alla morte di Fagnoni, nel 1966, Stocchetti ebbe l'incarico di direttore dell'Istituto e dell'insegnamento di caratteri distributivi degli edifici, mutata nel 1969 in architettura sociale. In queste vesti promosse vari studi sulle tipologie edilizie, anche in collaborazione con il CNR, confluiti nella pubblicazione dei «Quaderni dell'Istituto». Tra questi si ricordano: Gli Archivi di Stato (1968), Gli impianti sportivi nel comprensorio di Firenze e Pistoia (1968), Gli organismi sanitari (1968); Cultura e architettura della casa (1978). Nell'ambito dei suoi corsi organizzò anche un laboratorio sperimentale di ripresa filmata per lo studio dell'architettura che fu messo a servizio dell'intera facoltà.
A partire dagli anni settanta si dedicò in modo particolare allo studio e alla progettazione di edifici ospedalieri realizzando, in collaborazione, il complesso degli Istituti Psichiatrici Provinciali di Grosseto (1970), l'Ospedale G. Bernabeo di Ortona, presso Chieti (1980), il complesso socio-sanitario Alfa Columbus di Lastra a Signa, Firenze (1988-1994). Parallelamente partecipò alle attività del Centro Nazionale per l'Edilizia e la Tecnica Ospedaliera (CNETO) e fece parte della ricerca sperimentale sulla casa-albergo per anziani, commissionata dal CER - Ministero dei Lavori Pubblici, finalizzata alla stesura di normativa tecnica nazionale.
Nel 1985 pubblicò il volume Spazi per la vita degli uomini, primo di una collana dallo stesso titolo, da lui diretta, dove propose in forma aggiornata quella metodologia di analisi dell'organismo architettonico in relazione alle realtà storiche e sociali in cui si inserisce, che era sempre stata alla base del suo insegnamento. Nella stessa collana pubblicò, insieme a Fabrizio Rossi Prodi, il volume L'architettura dell'ospedale (1990), importante sintesi degli studi e delle esperienze svolte in questo campo nel corso della sua carriera.

## Pubblicazioni (parziale)
- Alfonso Stocchetti, Architettura sociale. Metodologia di analisi spaziale per parametri, Firenze, Ed. Scuola Universitaria, 1979.
- Alfonso Stocchetti, Spazi per la vita degli uomini, Firenze, Alinea, 1985.
- Alfonso Stocchetti, Fabrizio Rossi Prodi, L'architettura dell'ospedale, Firenze, Alinea, 1990.